# Get Over It (Eagles)
Get Over It is een nummer van de Amerikaanse band Eagles uit 1994. Het is de eerste single van hun tweede livealbum Hell Freezes Over.
Na een pauze van 14 jaar is Get Over It het eerste Eagles-nummer sinds 1980. Het was ook het eerste nummer dat Don Henley en Glenn Frey samen schreven, nadat de band weer bij elkaar kwam. Ook was het voor het eerst live te horen tijdens de Hell Freezes Over Tour. Het nummer werd een bescheiden hitje in de Verenigde Staten, met een 31e positie in de Billboard Hot 100. Ondanks dat het nummer in Nederland de hitlijsten niet wist te bereiken, geniet het er wel bekendheid en populariteit.